# Poecilanthrax loewi
Poecilanthrax loewi är en tvåvingeart som beskrevs av Neal L. Evenhuis och Greathead 1999. Poecilanthrax loewi ingår i släktet Poecilanthrax och familjen svävflugor. Inga underarter finns listade i Catalogue of Life.